# Ханево (Себежский район)
Ханево — деревня в Себежском районе Псковской области России. Входит в состав Красноармейской волости. Численность населения деревни по оценке на начало 2001 года составляла 44 жителя.

## География
Расположена на южном берегу озера Шевино, в 43 км к востоку от города Себеж и в 9 км к востоку от посёлка городского типа Идрица.

## История
В 1941—1944 гг. местность находилась под фашистской оккупацией войсками Гитлеровской Германии.

## Население
| 2001 | 2002 | 2010 |
| ---- | ---- | ---- |
| 44   | ↘29  | ↗36  |

### Национальный и гендерный состав
Согласно результатам переписи 2002 года, в национальной структуре населения русские составляли 90 % от общей численности в 29 чел., из них 14 мужчин, 15 женщин.

## Инфраструктура
Личное подсобное хозяйство.
Основа экономики — сельское хозяйство.

## Транспорт
Деревня доступна автотранспортом по региональной автодороге 58К-489.
Ближайшая железнодорожная станция Нащёкино в деревне Исаково.